# تشارلز بور تود
تشارلز بور تود (بالإنجليزية: Charles Burr Todd)‏ هو مؤرخ أمريكي، ولد في 9 يناير 1849، وتوفي في 1928.